# Фердинанд Карл (Австрия-Есте)
Фердинанд фон Австрия-Есте (на немски: Ferdinand Karl von Österreich-Este, Ferdinand Karl Anton Joseph Johann Stanislaus von Österreich; * 1 юни 1754, Виена; † 24 декември 1806, Виена) от династията Хабсбург-Лотаринги, е ерцхерцог на Австрия, генерал-губернатор на Ломбардия и основател на Австрия-Есте.

## Живот
Ерцхерцог Фердинанд Карл Антон Йозеф Йохан Станислаус фон Хабсбург-Лотарингия е четиринадесето дете и четвъртият син на императрица Мария Тереза (1717 – 1780) и нейния съпруг Франц I (1708 – 1765). Брат е на императорите Йозеф II и Леополд II и на френската кралица Мария-Антоанета, съпруга на крал Луи XVI.
Ерцхерцог Фердинанд е сгоден още като малък за Мария Беатриче д’Есте (* 6 април 1750, † 14 ноември 1829), единствената дъщеря на херцога на Модена и Реджо Ерколе III д’Есте и съпругата му Мария Тереза Чибо-Маласпина. На 15 октомври 1771 г. на 17 години ерцхерцог Фердинанд се жени в Милано за принцеса Мария Беатриче д’Есте. За този тържествен случай младият Моцарт (15-годишен) пише операта Ascanio in Alba. Премиерата на операта се състои на 17 октомври 1771 г. в Teatro Ducale в Милано.
Бракът на Фердинанд Карл и Мария Беатриче е щастлив, резиденцията им е кралската вила в Монца. Двамата имат девет деца и стават основатели на линията Хабсбург-Есте.
През 1780 г. Фердинанд Карл става щатхалтер на Ломбардия, и е изгонен с фамилията му от Наполеон. Наполеон навлиза в Милано през 1796 г. и фамилията трябва да бяга от френската войска. Те отиват в Триест и Брюн, херцогинята с част от децата се остановява във Винер Нойщат, а Фердинанд с най-големите си синове се настанява в дворец Белведере във Виена. През 1803 г. съпругата му купува къща в центъра Виена, където се мести цялата фамилия.
Ерцхерцогът умира на Коледа 1806 г. Сърцето му е погребано отделно и се намирав гробницата за сърца на Хабсбургите в Лорето-капелата на Виенската Августинска църква.
- Фердинанд Карл
- Фердинанд Карл
- Фердинанд Карл и Беатриче Австрия-Есте
- Кралската вила в Монца

## Деца
- Мария Терезия (1773 – 1832) ∞ крал Виктор Емануил I от Сардиния
- Йозеф Франц (1775 – 1776)
- Мария Леополдина (1776 – 1848) ∞ Карл Теодор Баварски и граф Лудвиг от Арко
- Франц IV (1779 – 1846), от 1814 до 1846 херцог на Модена
- Фердинанд Карл Йозеф (1781 – 1850), австрийски фелдмаршал и генералгувернатор на Галиция и Трансилвания
- Максимилиан Йозеф (1782 – 1863), велик магистър
- Мария Антония (1784 – 1786)
- Карл Амвросий (1785 – 1809), архиепископ на Гран
- Мария Лудовика (1787 – 1816) ∞ Франц I Австрийски